# Реактивное ионное травление

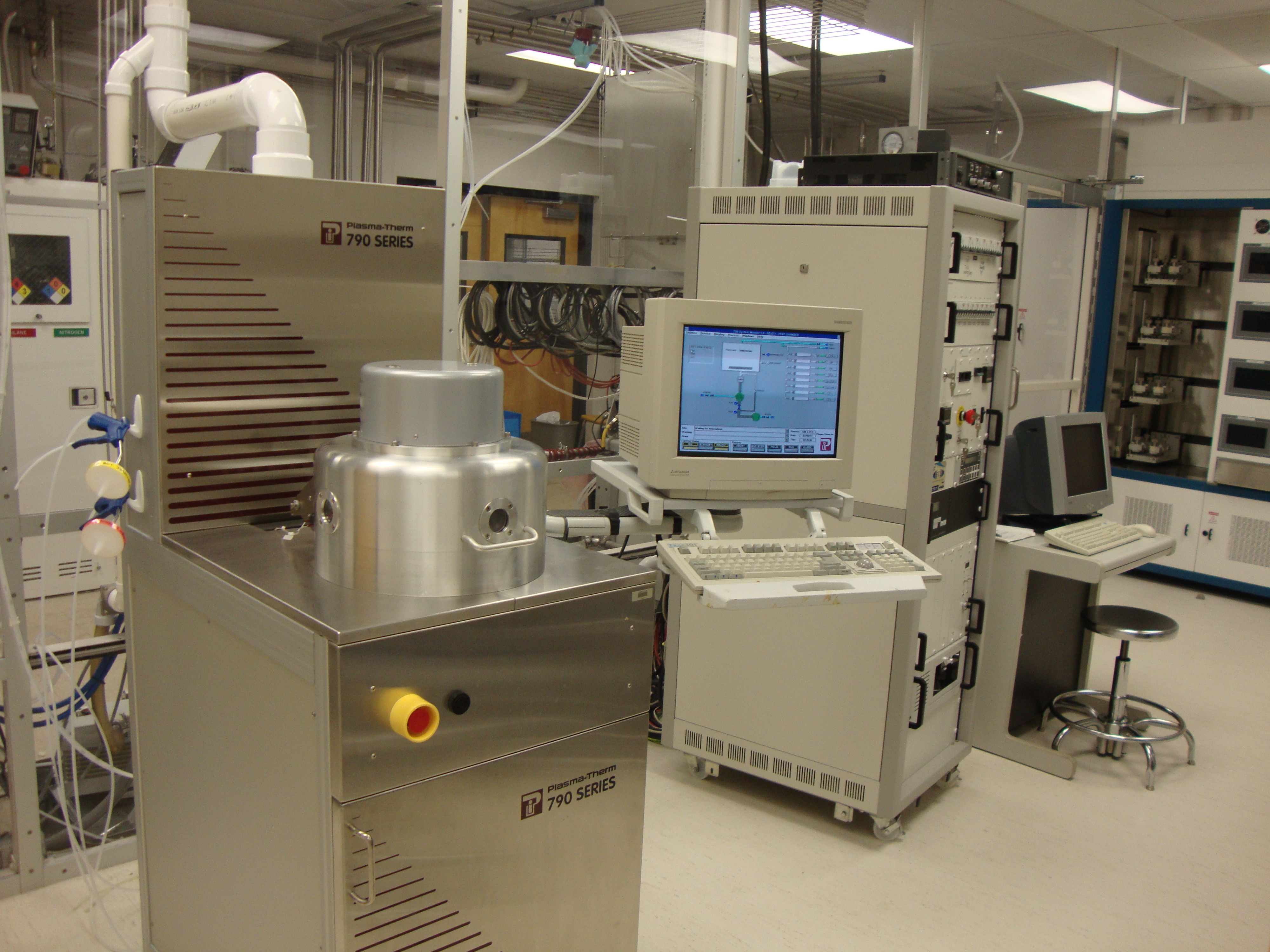
Коммерческая установка РИТ в чистом помещении

Реакти́вное ио́нное травле́ние (РИТ) — технология удаления материала с поверхности подложки (травление), используемая в микроэлектронике, где химически активная плазма используется для удаления материала с подложки.
Плазма создаётся при низком давлении при помощи газового разряда. Возникающие в плазме ионы ускоряются разностью потенциалов между ней и обрабатываемой подложкой.
Совместное действие физического процесса ионного распыления, и химических реакций ионной активации, приводит к разрушению материала подложки, либо слоя на подложке с образованием летучих соединений и десорбции их с поверхности.

## Оборудование
Наиболее простой конструкцией обладают системы РИТ, основанные на высокочастотном ёмкостном разряде. Подложку помещают на изолированный от камеры стол, как правило, охлаждаемый, на который подают высокочастотное напряжение относительно стенок камеры. Рабочий газ обычно подают сверху через специальное устройство называемое газораспределителем, обеспечивающего однородное распределение потока рабочего газа по камере. При подаче газа и высокочастотного напряжения между столом и стенками возникает ёмкостной высокочастотный разряд. Поскольку площадь стола меньше площади стенок камеры, на нём (а также на поверхности подложки, обращённой к плазме) образуется отрицательный потенциал автоматического смещения, что обеспечивает поток положительно заряженных ионов из плазмы. За счёт изменения давления, мощности источника напряжения и состава подаваемых газов можно получать различные режимы травления. Диапазон применяемых давлений 0,5...10 Па.
Состав и давление применяемой газовой смеси различается в зависимости от материала подложки и требований к форме профиля травления. Например, для анизотропного травления кремния через маску из диоксида кремния применяется смесь гексафторида серы с кислородом. Для травления диоксида кремния без воздействия на диоксид кремния применяется тетрафторид углерода CF4. Последний процесс, в частности, используется для удаления следов нежелательного оксида с поверхности подложки перед проведением дальнейших операций травления или осаждения.
Ёмкостной разряд (так же как и тлеющий разряд на постоянном токе) ограничивает возможность повышения плотности ионного тока. Для её увеличения требуется либо поднимать напряжение, либо увеличивать давление. Увеличение напряжения приводит к увеличению катодного распыления маски, то есть снижению селективности травления, а также к повышеннию мощности, выделяемой на подложке в виде тепла. Увеличение давления приводит к рассеянию падающих ионов на молекулах газа, искажая траектории их движения, приводя к уменьшению анизотропии процесса.

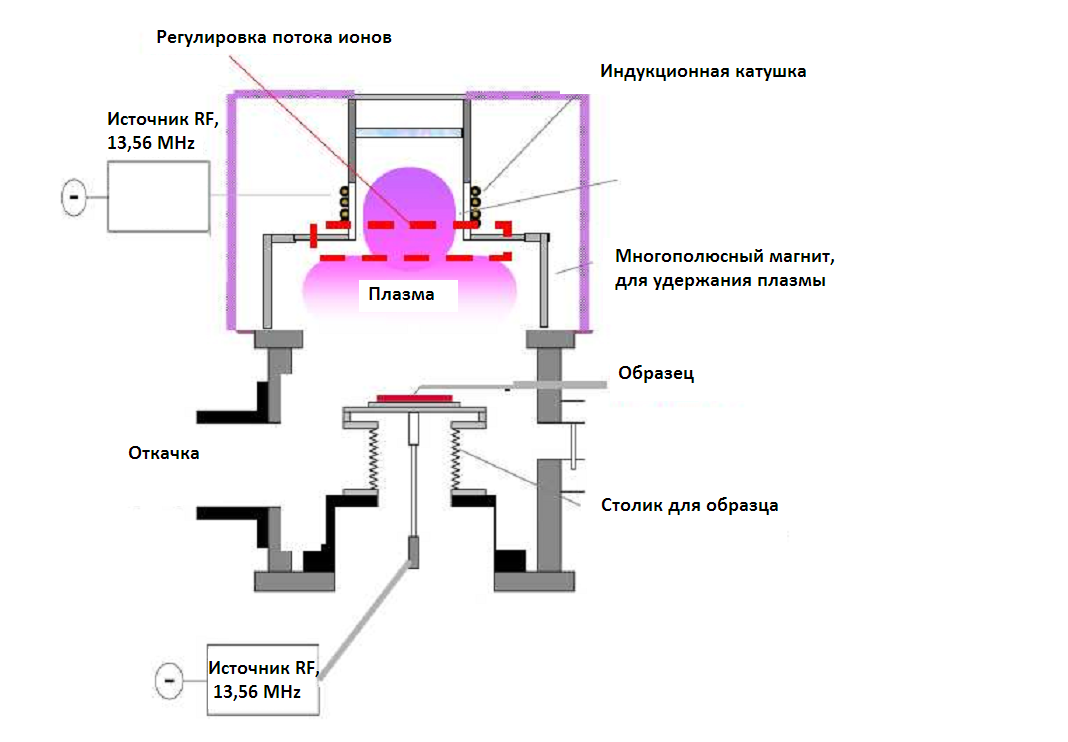
Схема установки РИТ с высокочастотным индукционным источником плазмы

В современных системах РИТ для повышения плотности тока используют отдельный источник плазмы. В качестве этого источника могут использоваться разряды ВЧИ, СВЧ, либо ЭЦР. Промышленное применение получили только разряды на разряде ВЧИ. Плазма создаётся высокочастотным индуктором, а ионы вытягиваются из плазмы подачей высокочастотного смещения на подложку. Поскольку напряжение насыщения ионного тока в плазме разряда ВЧИ не превышает нескольких десятков вольт, удаётся получить сочетание высоких плотностей тока (а, значит, высоких скоростей процесса травления) с относительно низкой энергией ионов при давлениях в диапазоне 0,1...1 Па.